# 黑灵斯多夫 (石勒苏益格-荷尔斯泰因州)
黑灵斯多夫是德国石勒苏益格－荷尔斯泰因州的一个市镇。总面积29.42平方公里，总人口1058人，其中男性546人，女性512人（2011年12月31日），人口密度36人/平方公里。